# Вано (станция метро)
Вано (фр. Vaneau) — станция линии 10 Парижского метрополитена, расположенная на границе VI и VII округов Парижа. Названа по авеню де Вано, расположенной к западу от станции, получившей своё имя по фамилии студента Луи Вано, убитого в ходе Июльской революции 1830 года.

## История
- Станция открылась 30 декабря 1923 года в составе первого пускового участка линии 10 Энвалид — Крос Руж (закрыта в 1939 году), поделённого в 1937 году между 10 и старой 14 линиями.
- Пассажиропоток по станции по входу в 2011 году, по данным RATP, составил 928 476 человек[2]. В 2013 году этот показатель вырос до 964 320 пассажиров (291 место по уровню входного пассажиропотока в Парижском метро.[3]

## Галерея

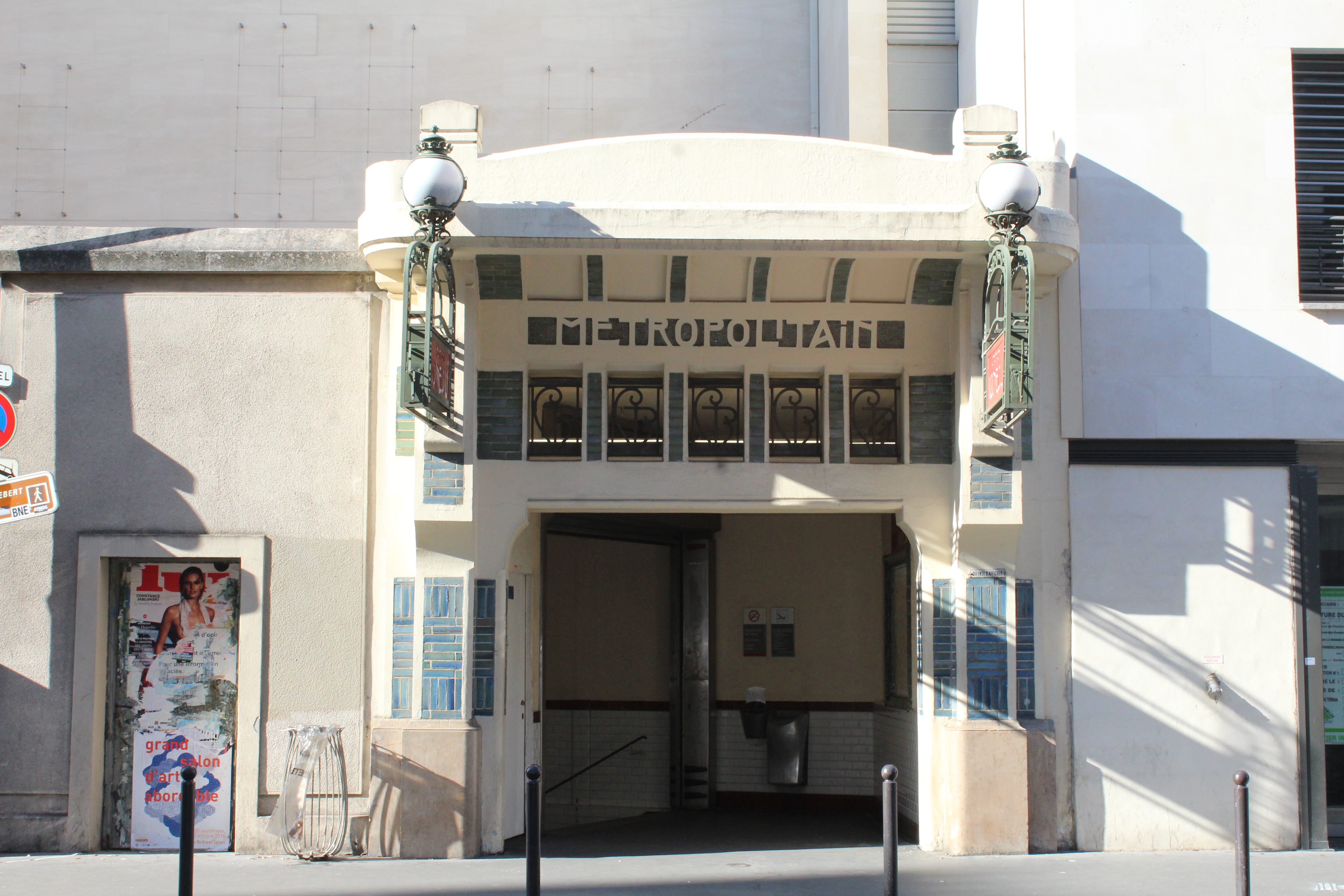
Выход на рю де Севр